# الأفعى الملكية حلقية الرقبة
الأفعى الملكية حلقية الرقب، تعرف باسم العلمي (Diadophis punctatus regalis) والمستوطنة في جنوب غرب الولايات المتحدة وشمال المكسيك. يتم العثور على الأفعى الملكية حلقية في الجبال، وليس في الصحراء. الثعبان سام والسم ضعيف يعمل على شل فرائسها صغيرة، ولكن غير مؤذي للبشر.